# Auto Viação Jabour

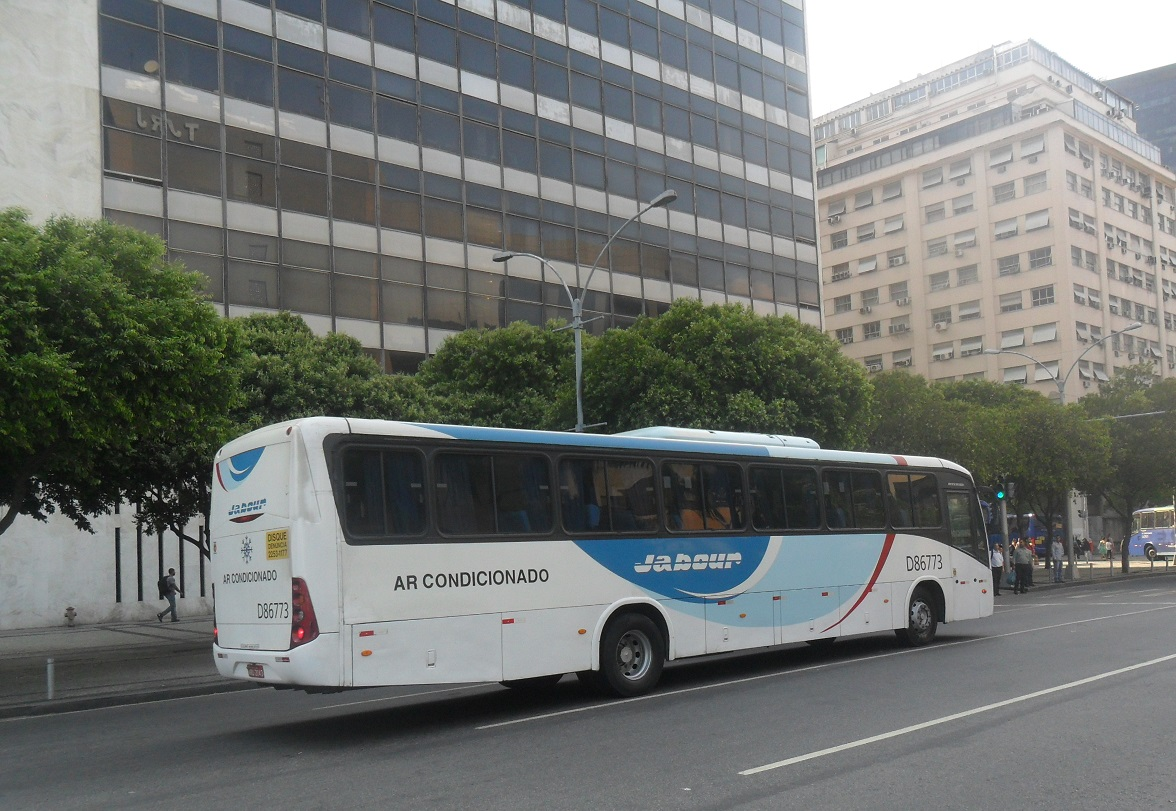
Ônibus da Jabour, em 2015.

Auto Viação Jabour é uma empresa brasileira de transporte coletivo urbano da cidade do Rio de Janeiro. É uma concessionária municipal filiada ao Rio Ônibus.

## Área de atuação
A Auto Viação Jabour atua principalmente na ligação da Zona Oeste à Barra e ao Centro do Rio de Janeiro. Tem o bairro de Campo Grande como predominante.
Sua história começa no início dos anos 60, explorando as distantes e remotas regiões dos Bairros de Campo Grande, J. Monteiro e Santa Clara. Ainda nesta década, há indícios que a Jabour se expandiu absorvendo áreas e/ou empresas-lotações das regiões de Santa Cruz, Paciência (Pedra/Praia do Cardo), tais como a extinta Viação Sepetiba e/ou Transportes Coletivos Santa Cruz, além de absorver a concessão das linhas 850, 866 e 867 da extinta Viação Garcia. Existem relatos que indicam que a Jabour adquiriu a linha 918 da Auto Viação Três Amigos nesta ocasião.
Em 1969 a empresa alcançou o topo de 87 carros.
A partir daí a AVJ foi crescendo em frota, serviços e qualidade mesmo com a acirrada concorrência da emergente Expresso Pégaso, que a partir de 1975 passou a operar linhas modais e a união temporária (anos 80) da Transportes Campo Grande e Viação Santa Sofia, que juntas tornaram-se uma "gigante". Com o passar do tempo houve algumas negociações de linhas e carros com as concorrentes, idas e vindas de sócios em comum, encampação no governo Brizola e a cisão da empresa com a criação da Empresa de Viação Algarve (EVA).
Em 2009 a Jabour assumiu, por intervenção judicial, algumas linhas da Viação Oeste Ocidental. Após a padronização imposta pelo poder público municipal em 2010, deixou suas cores originais e adotou as cores do Consórcio Santa Cruz.